# (9038) Helensteel
(9038) Helensteel (1990 VE1) – planetoida z pasa głównego asteroid okrążająca Słońce w ciągu 4,25 lat w średniej odległości 2,62 au. Odkryta 12 listopada 1990 roku.